# NGC 1584
NGC 1584 je galaksija u zviježđu Eridanu.

## Vanjske poveznice
- SEDS: NGC 1584